# آلفونز کاستکس
آلفونز کاستکس (فرانسوی: Alphonse Castex‎; ۶ ژانویهٔ ۱۸۹۹ – ۱۶ دسامبر ۱۹۶۹) بازیکن راگبی ۱۵ نفره اهل فرانسه بود.